# Burg Amberg (Oberpfalz)
Die Burg Amberg ist eine abgegangene mittelalterliche Höhenburg auf dem 529 m ü. NHN hohen, heute so genannten „Mariahilfberg“ an der Stelle der Wallfahrtskirche Maria Hilf in Amberg in Bayern. Das Areal ist vom Bayerischen Landesamt für Denkmalpflege (BLfD) als Bodendenkmal (D-3-6537-0082) mit der Beschreibung „Mittelalterlicher Burgstall, archäologische Befunde der frühen Neuzeit im Bereich der Katholischen Wallfahrtskirche Mariahilf und des Franziskanerklosters in Amberg, darunter die Spuren von Vorgängerbauten bzw. älterer Bauphasen“ ausgewiesen.
Die Burg wurde von den 1144 erwähnten und im 14. Jahrhundert ausgestorbenen Herren von Amberg vermutlich um 1100 erbaut. Im 14. Jahrhundert wurden die Herren von Raigering als Besitzer genannt und später die Stadt Amberg. Der Chronist Michael Schwaiger bezeichnete den rechteckigen Bergfried 1564 als „Wachturm“ und berichtet, dass noch der Graben und alte vestigijs (Überreste) zu sehen seien.

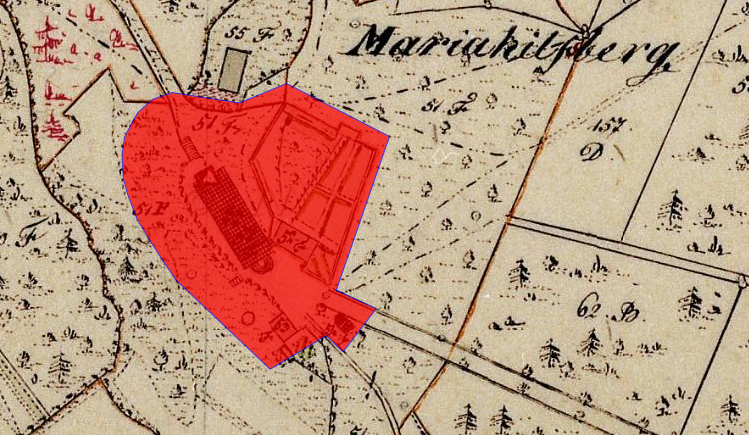
Lageplan von Burg Amberg auf dem Urkataster von Bayern

Während einer Pestepidemie 1633/34 begannen die alljährlichen Marienwallfahrten in Amberg, ihr Ziel war ein Gnadenbild, das in dem zur Kapelle umgestalteten Bergfried ausgestellt wurde. Diese erwies sich aber ebenso wie eine in den folgenden Jahren errichtete Rundkapelle als zu klein für den Pilgeransturm. 1696 begann man daher mit dem Bau der heutigen barocken Wallfahrtskirche Maria Hilf auf dem ehemaligen Burgareal. Der Bergfried musste dafür 1701 abgebrochen werden, da an seiner Stelle der Kirchturm errichtet wurde. Aus Briefen des Superiors des Franziskanerklosters aus dem Jahr 1721 geht hervor, dass zu diesem Zeitpunkt noch eine Fundamentmauer der Burg zwischen der Kirche und dem Klostergarten existierte.